# Eleonora de Austria
Eleonora de Austria, numită și Leonor de Castilia sau Leonor de Habsburg (n. 15 noiembrie 1498 – d. 25 februarie 1558) a fost infantă a Spaniei, apoi regină a Portugaliei (1518-1521), regină a Franței (1530-1547) și ducesă de Touraine (1547-1558).
Născută în Louvain ca cel mai mare copil al lui Filip I al Castiliei, arhiduce de Austria și duce de Burgundia și al Ioanei de Castilia, a fost infantă de Castilia și Aragon și mai târziu regină a țărilor menționate. Frații săi au fost: Carol al V-lea, Împărat al Sfântului Imperiu Roman, Ferdinand I, Împărat Roman, Isabela de Habsburg regină a Danemarcei, Maria de Habsburg regină a Ungariei și Caterina de Habsburg, regină a Portugaliei. 
La 16 iulie 1518 s-a căsătorit cu Manuel I al Portugaliei și au avut doi copii, infantele Carlos, care a murit copil (născut 18 februarie 1520) și infanta Maria (născută pe 8 iunie 1521). Rămasă văduvă, la 4 iulie 1530 s-a căsătorit cu Francisc I al Franței, cu care nu a avut copii.